# مدرعاوات
مدرعاوات (بالإنجليزية: Armatimonadetes)‏ هي شعبة من البكتيريا سلبية الغرام.

## أصل التسمية
إشتق اسم هذه الشعبة من اسم الجنس Armatimonas وهو (باللاتينية: armatus) وتعني مدرعة أو ترتدي دروع و(باللاتينية: monas) وتعني وحدة وبذلك تعني Armatimonas تعني المستعمرة المدرعة.

## التاريخ
وصفت في الأصل فقط على أساس تسلسل المورثات الجينية 16S rRNA البيئة، وعنون مؤقتا كمرشح شعبة OP10. مع ذلك في عام 2011 تم عزل سلالة بكتيرية تنتمي إلى الشعبة من نبات مائي في اليابان، تم تسمية النوع مدرعة وردية وكان هذا الجنس والنوع أول عضو في الشعبة.